# Sky (album, 2003)
Pour les articles homonymes, voir Sky.
Albums de Yui Horie
Kuroneko to Tsuki Kikyu wo Meguru Boken
(2001) Rakuen
(2004)
Compilations par Yui Horie
Ho?
(2003)
Singles
Sky est le 3e album solo de Yui Horie, sorti sous le label Star Child le 24 juillet 2003 au Japon.

## Présentation
L'album arrive 10e à l'Oricon et reste classé 6 semaines. Il contient en majorité des titres inédits ainsi qu'une nouvelle version de la chanson All My Love, et la version single de It's my style présentent sur le single All My Love. L'album sort au format CD et en édition limitée qui contient en plus un photobook.

## Liste des titres
| 1.  | Okiniiri no Jitensha (お気に入りの自転車)                                                     | Kumoko (雲子)              | Orie Kajiyama (梶山織江)                  | 4:00 |
| 2.  | Romantic Flight                                                                               | Ritsuko Okazaki (岡崎律子) | Ritsuko Okazaki (岡崎律子)                | 4:05 |
| 3.  | eyes memorize                                                                                 | Miyu (美結)                | D.R.Y                                     | 4:43 |
| 4.  | Mitsumeraretara ~ when I fallin' love with you (見つめられたら～when I fallin' love with you) | Yuki Matsuura (松浦有希)   | Hidetoshi Satou (佐藤英敏)                | 4:54 |
| 5.  | Rain                                                                                          | Ren Takayanagi (高柳恋)    | Motoki Matsuoka (松岡モトキ)              | 2:55 |
| 6.  | It's my style                                                                                 | Yuki Matsuura (松浦有希)   | Yuki Matsuura (松浦有希)                  | 5:11 |
| 7.  | Time Capsule (タイムカプセル)                                                                 | Jitsuoto Okada (岡田実音)  | Mio Okada (岡田実音)                      | 5:41 |
| 8.  | Himawari to Hikouki-gumo (ひまわりと飛行機雲)                                                 | Kumoko (雲子)              | Kumoko (雲子)                             | 4:18 |
| 9.  | Angel Koi wo Shita (Angel 恋をした)                                                           | Ritsuko Okazaki (岡崎律子) | Ritsuko Okazaki (岡崎律子)                | 4:28 |
| 10. | All My Love                                                                                   | Chinatsu Itou (伊藤千夏)   | Chinatsu Itou (伊藤千夏)                  | 4:48 |
| 11. | Tomorrow                                                                                      | aki                        | Kei Haneoka (羽岡佳)                      | 4:43 |
| 12. | I just wanna be with you                                                                      | Funta                      | Hideyuki Daichi Suzuki (鈴木‘Daichi’秀行) | 4:00 |
| 13. | In the sky                                                                                    | Y                          | Tatsuya Murayama (村山達哉)               | 2:40 |